# As Nadadoras
The Swimmers (bra/prt: As Nadadoras) é um longa-metragem britânico coproduzido internacionalmente com a Síria, Turquia, Alemanha e Bélgica de drama biográfico lançado em 2022 dirigido por Sally El Hosaini a partir de um roteiro que co-escreveu junto a Jack Thorne. O filme é estrelado pelas irmãs da vida real, Nathalie Issa e Manal Issa, Ahmed Malek, Matthias Schweighöfer, Ali Suliman, Kinda Alloush, James Krishna Floyd e Elmi Rashid Elmi. O filme estreou mundialmente no Festival Internacional de Cinema de Toronto em 8 de setembro de 2022 e foi lançado em cinemas selecionados em 11 de novembro de 2022. Foi exibido na noite de gala do Festival Internacional de Cinema de Marrakesh em 18 de novembro de 2022 antes de seu lançamento no streaming em 23 de novembro de 2022 pela Netflix.

## Sinopse
Motivadas pelo sonho de competir nos Jogos Olímpicos de Verão de 2016, no Rio de Janeiro, duas corajosas irmãs sírias deixam a Síria em meio à guerra em uma viagem arriscada.

## Elenco
- Nathalie Issa como Yusra Mardini
- Manal Issa como Sarah Mardini
- Ahmed Malek como Nizar
- Matthias Schweighöfer como Sven
- James Krishna Floyd como Emad
- Ali Suliman como Ezzat Mardini
- Kinda Alloush como Mervat Mardini
- Elmi Rashid Elmi como  Bilal

## Produção
Em abril de 2021, foi anunciado que Manal Issa e Nathalie Issa haviam sido escalados para interpretar as irmãs da vida real Yusra e Sara Mardini em The Swimmers para a Working Title Films e Netflix.
As filmagens foram suspensas cinco dias antes do início, devido à pandemia de COVID-19 em 2020. A produção começou em abril de 2021 e o filme foi rodado no Reino Unido, Bélgica e Turquia. Os locais de filmagem na Turquia incluem Istambul e Çeşme.
No contexto da crise contemporânea de refugiados, Sally El Hosaini não quis apenas apresentar a história das irmãs Mardini e dos outros refugiados. Em vez disso, sua intenção era mostrar em um estilo realista o que os refugiados estão passando na vida real. Em entrevista sobre o filme, Yusra Mardini disse: “Depois das Olimpíadas, percebi que não é mais apenas a minha história. Percebi que minha responsabilidade é conscientizar e levar esperança a milhões de refugiados em todo o mundo e falar por todos aqueles que não têm voz”.

## Lançamento
The Swimmers teve sua estreia mundial no Festival Internacional de Cinema de Toronto de 2022 em 8 de setembro de 2022 e foi lançado em cinemas selecionados em 11 de novembro de 2022, antes de seu lançamento no streaming em 23 de novembro de 2022, pela Netflix.

## Recepção
No agregador de críticas Rotten Tomatoes, o filme tem uma pontuação de 81% com base em 58 críticas, com uma classificação média de 6,6/10. O consenso do site diz: "The Swimmers pode ser pesado e sem dúvida muito longo, mas trata de um tópico valioso com resultados geralmente edificantes." No Metacritic, que utiliza uma média ponderada o filme detém uma pontuação de 62 em 100, com base em 15 críticos, indicando "críticas geralmente favoráveis".

## Ligações Externas
- As Nadadoras. no IMDb.
- As Nadadoras na Netflix